# FIBA Europapokal der Landesmeister 1984/85
Die Saison 1984/85 war die 28. Spielzeit des FIBA Europapokal der Landesmeister, der von der FIBA Europa veranstaltet wurde.
Den Titel gewann zum ersten Mal KK Cibona Zagreb aus Jugoslawien.

## Modus
Es nahmen die 24 Meister der nationalen Ligen sowie der Titelverteidiger teil. Die Sieger der Spielpaarungen der ersten und zweiten Runde wurden in Hin- und Rückspiel ermittelt. Entscheidend war das gesamte Korbverhältnis beider Spiele.
Die Sieger der zweiten Runde erreichten die Gruppenphase, in der die sechs verbliebenen Mannschaften um den Einzug ins Finale kämpften. Das Finale wurde in einem Spiel an einem neutralen Ort ausgetragen.

## Qualifikationsrunde
- Hinspiel: 21. September 1984
- Rückspiel: 22. September 1984

Beide Spiele fanden in Tel Aviv statt.
|                    | Gesamt |                  | Hinspiel | Rückspiel |
| ------------------ | ------ | ---------------- | -------- | --------- |
| Achilleas Kaimakli | 99:286 | Maccabi Tel Aviv | 43:143   | 56:143    |

## 1. Runde
- Hinspiele: 4. Oktober 1984
- Rückspiele: 11. Oktober 1984

|                      | Gesamt  |                      | Hinspiel | Rückspiel   |
| -------------------- | ------- | -------------------- | -------- | ----------- |
| ZSKA Sofia           | 170:180 | KK Cibona Zagreb     | 97:91    | 73:89       |
| NMKY Helsinki        | 170:167 | Nashua Den Bosch     | 87:81    | 83:86 n. V. |
| BK Klosterneuburg    | 132:195 | Real Madrid          | 63:103   | 69:92       |
| Partizani Tirana     | 164:181 | Vevey Riviera Basket | 87:79    | 77:102      |
| CSA Steaua Bukarest  | 191:245 | Maccabi Tel Aviv     | 103:114  | 88:131      |
| Sunair Ostende       | 165:159 | Murray Edinburgh     | 76:80    | 89:79       |
| T71 Dudelange        | 114:320 | ZSKA Moskau          | 60:161   | 54:159      |
| Solent Stars         | 198:225 | Limoges CSP          | 101:114  | 97:111      |
| SISU Basketball Klub | 147:287 | Banco di Roma        | 87:146   | 60:141      |
| Efes Pilsen          | 157:134 | BK Pardubice         | 80:62    | 77:72       |
| Honvéd Budapest      | 170:190 | Granarolo Bologna    | 93:94    | 77:96       |
| Lech Posen           | 173:179 | Panathinaikos Athen  | 86:83    | 87:96       |

## 2. Runde
- Hinspiele: 1. November 1984
- Rückspiele: 8. November 1984

|                      | Gesamt  |                   | Hinspiel | Rückspiel |
| -------------------- | ------- | ----------------- | -------- | --------- |
| NMKY Helsinki        | 178:190 | KK Cibona Zagreb  | 83:88    | 95:102    |
| Vevey Riviera Basket | 153:163 | Real Madrid       | 74:84    | 79:79     |
| Sunair Ostende       | 165:212 | Maccabi Tel Aviv  | 90:80    | 75:132    |
| ZSKA Moskau          | 182:162 | Limoges CSP       | 101:93   | 81:69     |
| Efes Pilsen          | 130:163 | Banco di Roma     | 75:73    | 55:90     |
| Panathinaikos Athen  | 155:183 | Granarolo Bologna | 88:85    | 67:98     |

## Gruppenphase
Bei Punktgleichheit zweier oder dreier Teams entschied nicht das Korbverhältnis, sondern der direkte Vergleich untereinander.
| - 1. Spieltag: 6. Dezember 1984 - 2. Spieltag: 13. Dezember 1984 - 3. Spieltag: 10. Januar 1985 - 4. Spieltag: 17. Januar 1985 - 5. Spieltag: 24. Januar 1985 | - 6. Spieltag: 31. Januar 1985 - 7. Spieltag: 21. Februar 1985 - 8. Spieltag: 28. Februar 1985 - 9. Spieltag: 7. März 1985 - 10. Spieltag: 14. März 1985 |

### Gruppe Top 6
| Team                 | Sp | S | N | P+  | P-  |
| -------------------- | -- | - | - | --- | --- |
| 1. KK Cibona Zagreb  | 10 | 7 | 3 | 881 | 826 |
| 2. Real Madrid       | 10 | 7 | 3 | 933 | 874 |
| 3. Maccabi Tel Aviv  | 10 | 6 | 4 | 861 | 878 |
| 4. ZSKA Moskau       | 10 | 4 | 6 | 823 | 819 |
| 5. Banco di Roma     | 10 | 4 | 6 | 840 | 882 |
| 6. Granarolo Bologna | 10 | 2 | 8 | 840 | 899 |

## Finale
Das Endspiel fand am 3. April 1985 in Piräus statt.
|                  | Ergebnis |             |
| ---------------- | -------- | ----------- |
| KK Cibona Zagreb | 87:78    | Real Madrid |

- Final-Topscorer:  Dražen Petrović (KK Cibona Zagreb): 36 Punkte